# 卡尔·弗雷德里克·鲁特斯华德
卡尔·弗雷德里克·鲁特斯华德

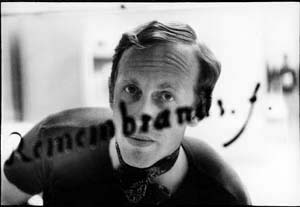
1964年摄

（Carl Fredrik Reuterswärd；1934年6月4日—2016年5月3日）是一名瑞典画家和雕塑家。其成名作品为《挽起枪管》。作品本身是为了纪念他的朋友、披头士乐队歌手约翰·列侬。1988年，卢森堡政府将其捐献给联合国，被放置在联合国大厦游客入口处。

## 生平
他于1934年6月4日出生于瑞典斯德哥尔摩，曾在当地的寄宿学校读书，1951年在巴黎跟随费尔南·莱热学习，并在巴黎举办首个个展，并于1965年至1969年在斯德哥尔摩皇家艺术学院担任绘画教授。1974年，他在明尼苏达州明尼阿波利斯明尼阿波利斯艺术与设计学院担任客座教授。1986年，他因其绘画艺术上的成就获得欧根亲王奖。
1989年，他罹患中风，开始学习用左手创作。他于2016年5月3日在瑞典赫尔辛堡的一家医院死于肺炎，享年81岁。

## 作品

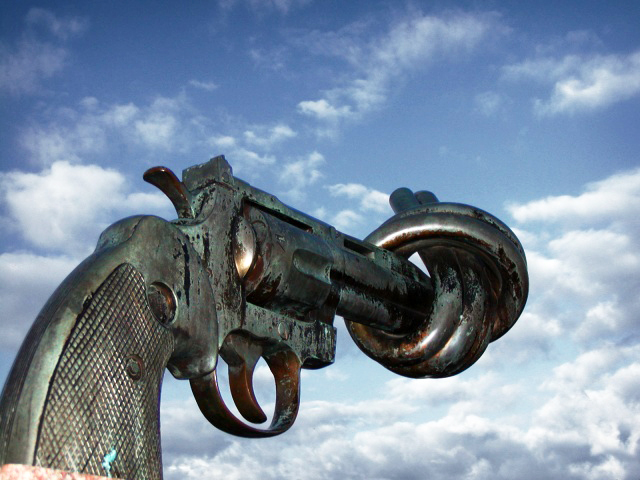
瑞典马尔默《挽起枪管》复制品
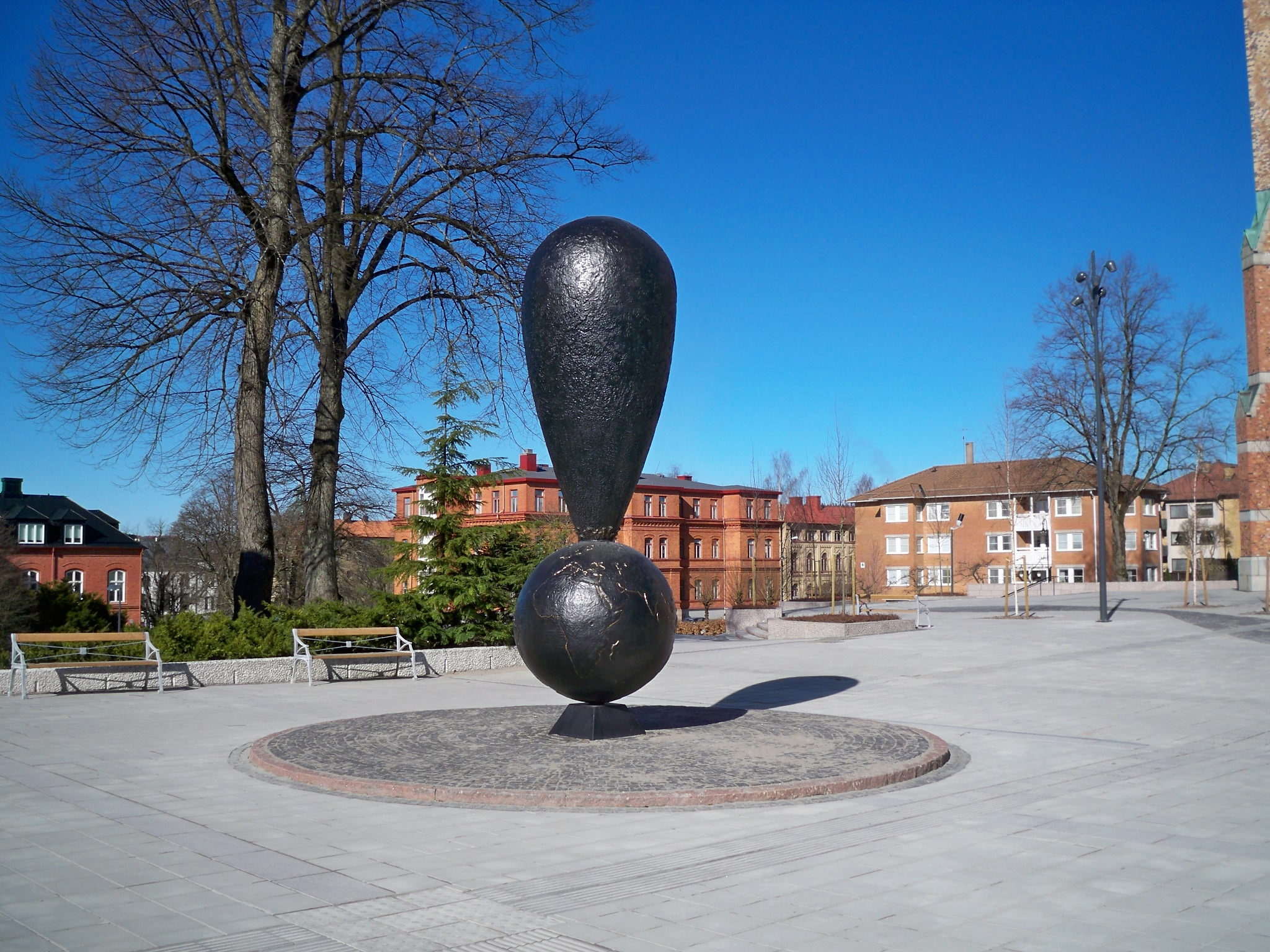
瑞典布罗斯《保护地球》